# Cees van Oosterhout
Cees van Oosterhout (Rotterdam, 31 augustus 1930 – Uithoorn, 7 juli 2015) was een Nederlands biljarter.
Van Oosterhout wordt gezien als ambassadeur van de biljartsport, zowel nationaal als internationaal. Gedurende de jaren 1950 (direct Nederlands kampioen eerste klasse 47/2) tot 1968 speelde hij (bijna) alle soorten biljartvarianten en was daarin succesvol. Hij haalde in alle varianten nationale titels, behalve in de spelsoort ankerkader 47/1 waarin hij nooit aan een nationale finale deelnam. In vervolg op de nationale titels speelde Van Oosterhout ook mee in internationale toernooien en haalde daarin ook titels. Een nummer één daarin werd hij niet, maar haalde wel drie tweede plaatsen (bandstoten in 1955 en 1957, libre 1957) en twee derde plaatsen (47/2 1956 en bandstoten 1957). Van 1978 tot 1985 beoefende hij tevens het kunststoten.
Naast actief biljarter bekleedde hij ook een aantal functies binnen de biljartsport. Zo was hij technisch adviseur van de Koninklijke Nederlandse Biljart Bond (1962–1963) en lid van de commissie topsport van die bond (1993). Hij schreef columns in het blad "Biljart" (1985–1991). Hij maakte reizen naar het verre oosten en westen om de biljartsport te promoten. Ook internationaal timmerde hij qua bestuursfuncties aan de weg. Hij organiseerde van 1989 tot 2001 toernooien voor de internationale bond Billiards Worldcup Association.
Vanaf 15 juli 1963 was Cees van Oosterhout tevens de leider van een van de oudste biljartfabrieken van Nederland. Hij gaf leiding aan twintig man personeel van de Billardfabriek Wilhelmina aan de Stadhouderskade 127 te Amsterdam. Bij diverse toernooien speelde hij dan op zijn eigen biljartlaken. Bij de inbraak aldaar in mei 1965 werden behalve alle keus en biljartklokken ook zijn prijzenkast geplunderd waaronder de Gerrit Heese-beker. In 1970 redde Van Oosterhout het Europees Kampioenschap dat in Apeldoorn werd gehouden. De topbiljarters klaagden over de kwaliteit van Belgische biljartballen, Van Oosterhout stelde na de eerste partijen voor Duitse biljartballen te gebruiken, die hij later zelf zou produceren, aldus geschiedde, het toernooi kon worden voortgezet. Toen hij met het bedrijf stopte, gaf hij het door aan zijn zonen.
Het Limburgs Dagblad noemde Cees van Oosterhout vanwege zijn lange staat van dienst binnen de biljartsport ook wel de Jan Jongbloed van het biljart.